# Певамо (Мичиген)
Певамо (енгл. Pewamo) град је у америчкој савезној држави Мичиген.

## Демографија
По попису из 2010. године број становника је 469, што је 91 (-16,3%) становника мање него 2000. године.
| Група             | 2000.       | 2010.       |
| Белци             | 546 (97,5%) | 440 (93,8%) |
| Афроамериканци    | 0 (0,0%)    | 1 (0,2%)    |
| Азијати           | 0 (0,0%)    | 2 (0,4%)    |
| Хиспаноамериканци | 6 (1,1%)    | 6 (1,3%)    |
| Укупно            | 560         | 469         |